# کاتسوکو کانساکا
کاتسوکو کانساکا (انگلیسی: Katsuko Kanesaka؛ زادهٔ ۱ مارس ۱۹۵۴) بازیکن والیبال اهل ژاپن است.